# Jorge Durán
Jorge Durán (Albardón, provincia de San Juan, Argentina, 19 de enero de 1924 – Buenos Aires, Argentina, 20 de agosto de 1989 ) cuyo nombre real era Alfonso Jesús Durán fue un cantor que se inició con obras de folclore y después se volcó al género del tango que tenía el apodo de Cajón. Pasó por varias orquestas de primer nivel, como las de Emilio Balcarce, Alfredo De Angelis, José Basso y Carlos di Sarli, cumpliendo en esta su etapa artística más destacada. 

## Actividad profesional
Sus padres eran inmigrantes andaluces que además de dedicarse a cultivar frutas y vides tenían una pequeña bodega. Desde chico Durán tuvo contacto con el canto pues era habitual que en  las pausas de descanso todos cantaran canciones españolas tradicionales y del folclore argentino, y en la escuela se destacaba en el canto, lo que motivó al saber que viajaba a Buenos Aires acompañando a su padre que iba por negocios, su profesor de música le recomendó a un profesor de canto de esa ciudad.
Cuando tenía 18 años la familia se radicó en Buenos Aires y Durán comenzó a cantar en forma profesional en algunos locales y confiterías. En una de esas ocasiones lo escuchó el bandoneonista Jorge Argentino Fernández, lo contrató para la orquesta que había organizado en 1942 después de dejar la formación de Rodolfo Biagi y fue así que debutó en Radio Mitre pero no pasó mucho tiempo antes de dejar el conjunto. A continuación conoció al folclorista Buenaventura Luna, integrante de La Tropilla de Huachi Pampa y con este conjunto hizo varias presentaciones y, con el nombre de Alfonso Durán,
sus primeras grabaciones en 1944, que fueron Zamba del gaucho el 13 de marzo y En las sombras el 19 de septiembre. Ese mismo año ingresó en la orquesta de Emilio Balcarce y grabó sus primeros tangos Mi Buenos Aires querido y Me están sobrando las penas.
Poco después lo convocó Carlos di Sarli para incorporarlo a su orquesta; un mismo día hizo su última presentación con Balcarce cantando en Radio Belgrano a la tarde y debutando con Di Sarli por Radio El Mundo a la noche, oportunidad en la que el director le cambió el nombre artístico por el de “Jorge Durán” y le pidió que cantara en un tono más alto, para lo cual no tuvo problema pues tenía un buen registro de voz. Este período que duró dos años con Di Sarli fue el más brillante de su carrera.
En 1947 ingresó a la orquesta de Pedro Laurenz, sin hacer grabaciones. Durante ese mismo año estuvo un lapso con la orquesta de Horacio Salgan y grabó en RCA Victor  tres temas que no salieron a la venta.
Cuando en 1950 los cantores Francisco Fiorentino y Ricardo Ruiz se separaron de la orquesta dirigida por José Basso, el primero para cantar con la orquesta de Alberto Mancione y Ruiz, para hacerlo con la de Ángel D'Agostino, el director los reemplazó por Jorge Durán y Oscar Ferrari. Durante los tres años que estuvo en la orquesta, Durán registró 12 canciones. 
En 1954 pasó por la Orquesta Símbolo Osmar Maderna dirigida por el violinista Aquiles Roggero con la que registró un tema y a fines del año siguiente ingresó en la de Francisco Rotundo y en diciembre dejó grabados el vals Poema para mi madre y el tango Sus ojos se cerraron de Alfredo Le Pera.
El 26 de abril de 1956 retornó con Carlos Di Sarli hasta 1958 registrando 19 temas. En 1959 se unió a Roberto Florio, que abandonó la orquesta de Alfredo de Angelis y organizaron una orquesta propia que dirigió Orlando Tripodi desde el piano; empezaron en 1959 a grabar un larga duración para el sello RCA Victor y cuando estaban por la mitad la empresa decidió no editarlo por lo que solamente se conocen algunos registros que con el tiempo llegó a manos de muchos interesados; se trata de  Dame mi libertad, Yo no quise hacerte mal, Un amor imposible, Estrella y, a dúo con Jorge Durán, Regresa a mí, Amor de resero y Ojos de canela.
En 1962 volvió a la orquesta de José Basso, en 1968 colaboró con la orquesta de Armando Portier, en 1970 grabó un disco acompañado por Oscar de la Fuente y en 1971 hizo su último registro discográfico con un larga duración con doce canciones acompañado por los guitarristas Juan Carlos Coria, Domingo Laine, Rubén Morán y Héctor Estela.
Jorge Durán falleció el 20 de agosto de 1989 de un enfisema pulmonar.

## Origen de su apodo
Su hija  Norma contó que en el ambiente artístico todos conocían a su padre como “el Cajón”. Sucedió durante su primera etapa con la orquesta de Carlos Di Sarli que un día en que lo estaban esperando los restantes integrantes del conjunto en un cuartito, su figura - mediana estatura pero de gran contextura, ancho de cuerpo, vistiendo ese día un traje gris, a la moda, amplio, de anchas solapas y grandes hombreras- comenzó a recortarse al fondo del pasillo por el que se llegaba, lo que hizo exclamar al bandoneonista Juan Carlos Bera «¡Miren parece un cajón!». Y así nació ese apodo que lo acompañó para siempre.

## Valoración
Dice Néstor Pinsón que Jorge Durán:

” fue un excelente intérprete y un gran cantor, poco reconocido y considerado en el consenso popular. Su registro de voz era la de  un barítono. Muchas veces el dramatismo que le imponía a sus canciones era un lamento romántico muy propio, no le faltaba ductilidad, fue un gran cantor.”